# Plesiaddax depereti
Plesiaddax depereti è un mammifero artiodattilo estinto, appartenente ai bovidi. Visse nel Miocene superiore (Turoliano, circa 8 - 6 milioni di anni fa) e i suoi resti fossili sono stati ritrovati in Europa e in Asia.

## Descrizione
L'aspetto di questo animale era insolito: benché imparentato alla lontana con l'attuale bue muschiato (Ovibos moschatus), Plesiaddax ricordava vagamente una versione gigante dello gnu (gen. Connochaetes). Le zampe erano slanciate e molto lunghe, la testa era dotata di corte corna ricurve, appuntite e dalla base ampia, ed era probabilmente tenuta in avanti. Il peso dell'animale doveva aggirarsi intorno ai 150 chilogrammi. I denti di Plesiaddax erano a corona alta e dotati di cemento dentario. I premolari erano ridotti rispetto ai molari.

## Classificazione
Plesiaddax, benché di aspetto insolito, è considerato un membro degli ovibovini, attualmente rappresentati dal bue muschiato e dal takin (Budorcas taxicolor). Plesiaddax si originò probabilmente all'inizio della storia evolutiva di questo gruppo, che ebbe una notevole espansione nel corso del Miocene e del Pliocene con forme come Urmiatherium, Criotherium e Mesembriacerus.
Il genere Plesiaddax è noto principalmente per una specie, P. depereti, diffusa in Cina e in Europa. Altre specie attribuite al genere, come P. inundatus e P. simplex, sono basate su resti fossili troppo frammentari per poter essere assegnati con certezza. 

## Paleobiologia
I denti alti e dotati di cemento di Plesiaddax suggeriscono che questo animale era solito nutrirsi di materiale duro e fibroso, come le foglie dure e l'erba, dotata di silice. Le lunghe e forti zampe indicano che Plesiaddax, probabilmente, si era adattato a vivere in un ambiente aperto e dal suolo compatto.